# 基地前奏

《基地前奏》台灣中文版封面（奇幻基地）

《基地前奏》（英語：Prelude to Foundation），是美國作家以撒·艾西莫夫出版於1988年的科幻小說，「基地系列」第六部作品，歸於「基地前傳」，也是艾西莫夫首次以「心理史學宗師」兼「基地之父」哈里·謝頓為主角的長篇小說。

## 故事情節
銀河紀元12020年。

### 簡介
故事倒回哈里·謝頓二十多歲首次踏足川陀和發展心理史学的經過。本書是一本長篇小說，內分19 章，主要講述謝頓在川陀的歷險過程。
艾西莫夫寫作本書的目的是為了要統一其筆下三大系列小說「機械人」、「銀河帝國」和「基地」。本書出現了艾氏最出名的機器人三(四)大定律和機械人系列的主角丹尼爾。

### 詳細內容
哈里·谢顿 是一個肯利基星的年輕數學家，他到川陀參與十年一度的大型數學會議 「十年會議」。在會議中，他發表了一篇自此便改變了其一生的論文。這論文亦是日後 心理史學的基礎。 最初，心理史學只是純理論的探討。它表明在已知的條件和假設下，能推算未來某些事情發生的機率。但不幸的是，所有人都以為謝頓有預知未來的能力，各方的勢力都希望能運用他來達成自己的目的。當時的銀河帝國皇帝克里昂一世(Emperor Cleron I)和首相伊圖·丹莫次爾(Eto Demerzel)召見哈里·謝頓，他們要求謝頓製造假預言，以迷惑人民和控制他們。謝頓不願意做這些事，克里昂只能放走謝頓，並命丹莫次爾監視他的一舉一動。
在謝頓離開川陀前的一日，他突然被兩個流民攻擊，一名自稱契特·夫銘 (機·丹尼爾·奧利瓦)的記者協助他擊退流氓。(後來證實夫銘是丹莫次爾，而丹莫次爾則是機械人系列的主角机器人（丹尼爾·奧利瓦的化名）。他向謝頓解譯他正處於困境和危機之中，克里昂和丹莫次爾並不會這麼容易便放過他，夫銘同時向謝頓解釋帝國正在衰落，他希望謝頓能發展出心理史學來解救帝國。為了避開丹莫次爾的監視，他建議謝頓不要離開川陀回鄉，原因是川陀區域眾多，政治勢力複雜。謝頓如果躲在其中，皇帝亦無可奈何。謝頓便開始了在川陀各個治區的冒險。(及後證明此舉是丹莫次爾的計劃目的是令謝頓能認識不同世界的差異，以發展心理史學。)
謝頓第一站到了斯璀璘大學(Streeling University)，它位於川陀斯璀璘區(Streeling)。他在大學認識到歷史學家鐸絲·凡納比里(Dors Venabili)(她後來成為了謝頓的妻子。前傳的第二部第三篇中證實她是機械人)。夫銘委任鐸絲作為謝頓的保鏢，謝頓在大學作為數學教員。一次，謝頓隨學校的氣象研究員參觀穹頂上的景色，卻為了躲避一不知名的直升機在上方迷路。在千鈞一發間，鐸絲救了謝頓一命。夫銘認為大學不甚安全，決定送謝頓到另一行政區——麥曲生(Mycogen)。
麥曲生是一個古怪的區域，居民相信一些在川陀人眼中視為奇怪的傳說。麥曲生人認為人類(他們自己)最初只是居住在單一行星奧羅拉(Aurora)上，行星上有一種叫作機僕(Robots)的東西(機械人)(呼應機械人系列，並解釋機械人在早期基地系列沒有出現的原因。)同時，麥曲生人亦有很多古怪的習俗，如女性必須服從男性，所有人都要剃去頭髮和眉毛。謝頓對此傳說十分感興趣，他認為研究單一世界的歷史較簡單，以便處理心理史學。他擅自進入麥曲生的聖殿，以為能找到傳說中的機僕，但被麥曲生領導人日主十四(Sunmaster Fourteen)捉到。謝頓最後發現該機僕只是一個金屬複製品。幸好，夫銘及時趕到，救了謝頓和鐸絲一命。儘管日主不追究擅進聖殿的罪過，但要他們立刻離開。夫銘只好送兩人到達爾區。達爾區(Dahl)是川陀一個貧富懸殊的區域，它亦是川陀的能源製造所。謝頓在此認識了兩個重要的人——雨果·阿馬瑞爾(Yugo Amaryl)(他成為了謝頓的得力助手)和芮奇(Raych)(他成為了謝頓的義子，並在衛荷區(Wye)救了謝頓。)
雨果·阿馬瑞爾原是一個能源開採員，是達爾區最低賤(但人工很高)的工作。但他不願一生都是開採員，故積極自集數學。一次，謝頓探訪能源開採場，認識到極具數學天份的雨果·阿馬瑞爾，並幫助他進入大學。雨果從此跟隨謝頓，直至自己過身。
芮奇的認識則比較複雜。他願是達爾中最貧窮的地方——臍眼的居民。在達爾居住期間，謝頓聽到一個傳說，內容是臍眼住了一名瑞塔嬤嬤(Mother Rittah)的老婦。據雨果的介紹，此老婦知道一人類起源的傳說。但臍眼是整個達爾最危險的地方，經常發生武鬥。謝頓不理會危險，堅決與鐸絲進入臍眼。在臍眼尋找瑞塔嬤嬤期間，謝頓向一少年問路(實質利誘)，此少年正是芮奇。瑞塔嬤嬤告訴謝頓人類最初生存於地球上，並稱奧羅拉和機僕是邪惡之地和物，並提到兩個機僕答霓(Da-Nee)和笆靂[Ba-Lee](呼應機械人系列)。
在離開臍眼期間，謝頓和鐸絲與當地一些土匪發生械鬥，他們兩人竟打倒10人。他們的名聲很快就傳遍整個達爾區，臍眼的一個秘密領導人達凡要接見兩人。達凡領導一個地下組織，他與衛荷區合作，希望推翻現有的皇帝，建立一個平等的世界。後來，謝頓兩人被達爾警方追捕，芮奇帶他們逃跑，達凡則聯絡衛荷區長。謝頓、鐸絲和芮奇到了衛荷。
衛荷區長的祖先曾是帝國早期的一些短暫皇朝的領導人。因此，長久以來，衛荷的領導者都在覬覦帝位。現任區長曼尼克斯四世女兒芮喜爾希望利用謝頓來左右人民支持發動政變。後來，芮喜爾軍隊政變，帝國軍隊乘虛而入。芮喜爾打算殺了謝頓，使帝國不能得到他。謝頓幸得芮奇撲前，使芮喜爾(她十分喜歡芮奇)十分為難，才教了謝頓一命。此時，夫銘在謝頓眼前出現。芮喜爾大聲說出夫銘的真正身份是丹莫次爾。但更驚人的事即將發生。
謝頓指出丹莫次爾其實就是機僕。謝頓從各種珠絲馬跡(丹莫次爾能容易說服任何人，如日主十四、謝頓自己和能令忠心芮喜爾軍隊政變)推論出丹莫次爾擁有超乎常人的能力。丹莫次爾承認自己的身份，並向謝頓解釋自己的能力和機械人三大法則和第零法則的內容。本書以此完結。

## 外部連結
- 艾西莫夫官方網頁 （页面存档备份，存于）